# Duodenite
Duodenite é uma inflamação no duodeno. Pode persistir de forma aguda ou crônica. 

## Causa
As causas conhecidas da duodenite incluem:
- Infecção bacteriana (frequentemente por H. pylori)
- Infecção viral

## Sintomas
Os sintomas conhecidos da duodenite incluem:
- Dor abdominal

## Diagnóstico
O diagnóstico é geralmente feito por endoscopia e pela sintomatologia.

## Tratamento
O tratamento é indicado para remoção da irritação e/ou infecção. Infecções causadas por H. pylori são normalmente tratadas com antibióticos.